# Platycarpha
Platycarpha là một chi thực vật có hoa trong họ Cúc (Asteraceae).

## Loài
Chi Platycarpha gồm các loài: